# Borgo di Stockton-on-Tees
Stockton-on-Tees è un borgo e autorità unitaria suddiviso tra contea di Durham e North Yorkshire (contee cerimoniali), Inghilterra, Regno Unito, con sede nel posto omonimo.
L'autorità fu creata con il Local Government Act 1972, il 1º aprile, 1974 dalla fusione della parte di Stockton del county borough di Teesside con parte del distretto rurale di Stockton e del distretto rurale di Stokesley ed era uno dei quattro distretti della contea di Cleveland.